# Seymour (Wisconsin)
Seymour ist eine Stadt (mit dem Status „City“) im Outagamie County im US-amerikanischen Bundesstaat Wisconsin. Im Jahr 2010 hatte Seymour 3451 Einwohner.
Seymour liegt in der Fox Cities genannten Metropolregion.

## Geografie
Seymour liegt im Osten Wisconsins, rund 30 km westlich der Mündung des Fox River in die Green Bay des Michigansees. 
Die geografischen Koordinaten von Seymour sind 44°30′54″ nördlicher Breite und 88°19′49″ westlicher Länge. Das Stadtgebiet erstreckt sich über eine Fläche von 6,92 km². Die Stadt ist im Westen, Norden und Osten von der Town of Seymour umgeben und grenzt im Süden an die Town of Osborn, ohne einer davon anzugehören. 
Nachbarorte von Seymour sind Pulaski (23,5 km nordnordöstlich), Howard (24,8 km ostnordöstlich), Hobart (16,7 km östlich), Freedom (17,7 km südlich), Black Creek (11,9 km westsüdwestlich) und Nichols (16 km nordwestlich).
Die nächstgelegenen größeren Städte sind Green Bay am Michigansee (28,7 km östlich), Wisconsins größte Stadt Milwaukee (191 km südsüdöstlich), Chicago in Illinois (347 km in der gleichen Richtung), Appleton (32,8 km südsüdwestlich), Wisconsins Hauptstadt Madison (203 km südwestlich), La Crosse am Mississippi (293 km westsüdwestlich), Eau Claire (296 km westlich), die Twin Cities in Minnesota (419 km in der gleichen Richtung) und Wausau (138 km westnordwestlich).

## Verkehr
In Seymour treffen die Wisconsin State Highways 54 und 55 zusammen. Alle weiteren Straßen sind untergeordnete Landstraßen, teils unbefestigte Fahrwege sowie innerörtliche Verbindungsstraßen.
Die nächsten Flughäfen sind der Austin Straubel International Airport in Green Bay (18,9 km östlich) und der Outagamie County Regional Airport in Appleton (41,2 km südsüdwestlich).

## Bevölkerung
Nach der Volkszählung im Jahr 2010 lebten in Seymour 3451 Menschen in 1458 Haushalten. Die Bevölkerungsdichte betrug 498,7 Einwohner pro Quadratkilometer. In den 1458 Haushalten lebten statistisch je 2,36 Personen. 
Ethnisch betrachtet setzte sich die Bevölkerung zusammen aus 94,3 Prozent Weißen, 0,3 Prozent Afroamerikanern, 2,6 Prozent amerikanischen Ureinwohnern, 0,2 Prozent Asiaten sowie 0,7 Prozent aus anderen ethnischen Gruppen; 1,8 Prozent stammten von zwei oder mehr Ethnien ab. Unabhängig von der ethnischen Zugehörigkeit waren 2,0 Prozent der Bevölkerung spanischer oder lateinamerikanischer Abstammung. 
26,5 Prozent der Bevölkerung waren unter 18 Jahre alt, 58,8 Prozent waren zwischen 18 und 64 und 14,7 Prozent waren 65 Jahre oder älter. 51,9 Prozent der Bevölkerung waren weiblich.
Das mittlere jährliche Einkommen eines Haushalts lag bei 43.060 USD. Das Pro-Kopf-Einkommen betrug 21.861 USD. 12,4 Prozent der Einwohner lebten unterhalb der Armutsgrenze.